# Língua kuuk yak
Kuuk Yak ou a língua das serpentes em tradução literal é uma língua já extinta da família das  Paman que é falada  na Península do Cabo York, Queensland, Austrália.
Muito pouco se sabe sobre a língua, mas um pequeno número de pessoas em Pormpuraaw , Queensland são capazes de lembrar pequenas porções do idioma. Barry Alpher está tentando coletar todas essas peças e fragmentos de informações para seu preparar um léxico e uma gramática da língua para compreender a classificação genética da linguagem, que já foi pensada como talvez  sendo um dialeto da língua kuuk thaayorre.